# Echinargus isola
Genre
Espèce
Synonymes
- Lycaena isola Reakirt, [1867]
- Lycaena nyagora Boisduval, 1870
- Lycaena alce Edwards, 1871
- Hemiargus isola (Reakirt, [1867])

Echinargus isola est une espèce américaine de lépidoptères (papillons) de la famille des Lycaenidae. 
Elle est actuellement l'unique représentante du genre monotypique Echinargus (lequel comportait cependant d'autres espèces dans les classifications anciennes : E. martha et E. huntingtoni, désormais placées dans le genre Hemiargus). 
Echinargus isola est une espèce résidente dans une aire allant du Costa Rica au Mexique et au Sud des États-Unis (Californie, Arizona, Texas), mais elle migre chaque été vers le nord et se rencontre alors dans la plupart des régions des États-Unis, voire dans le Sud du Canada,,.

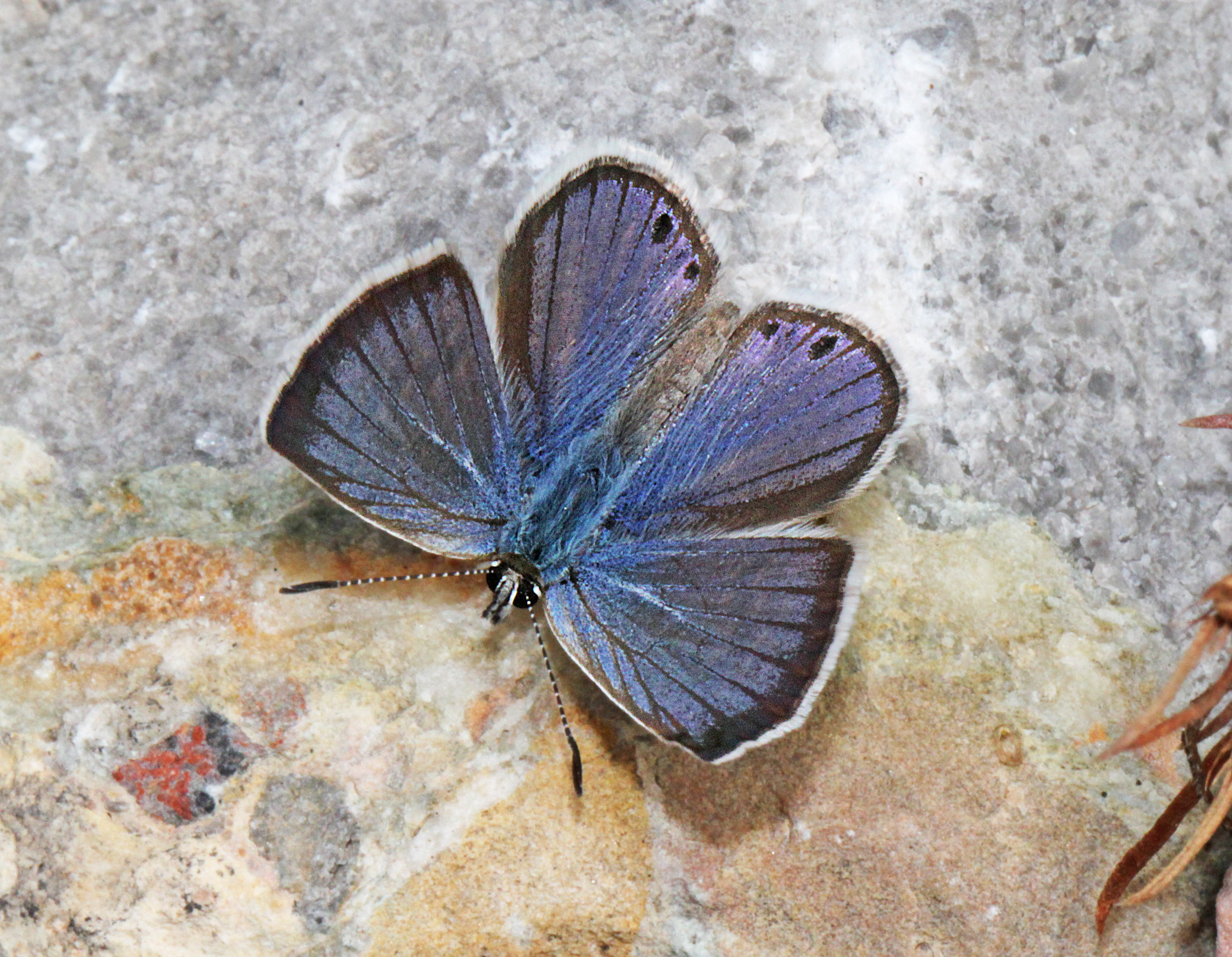
Dessus d'un mâle.
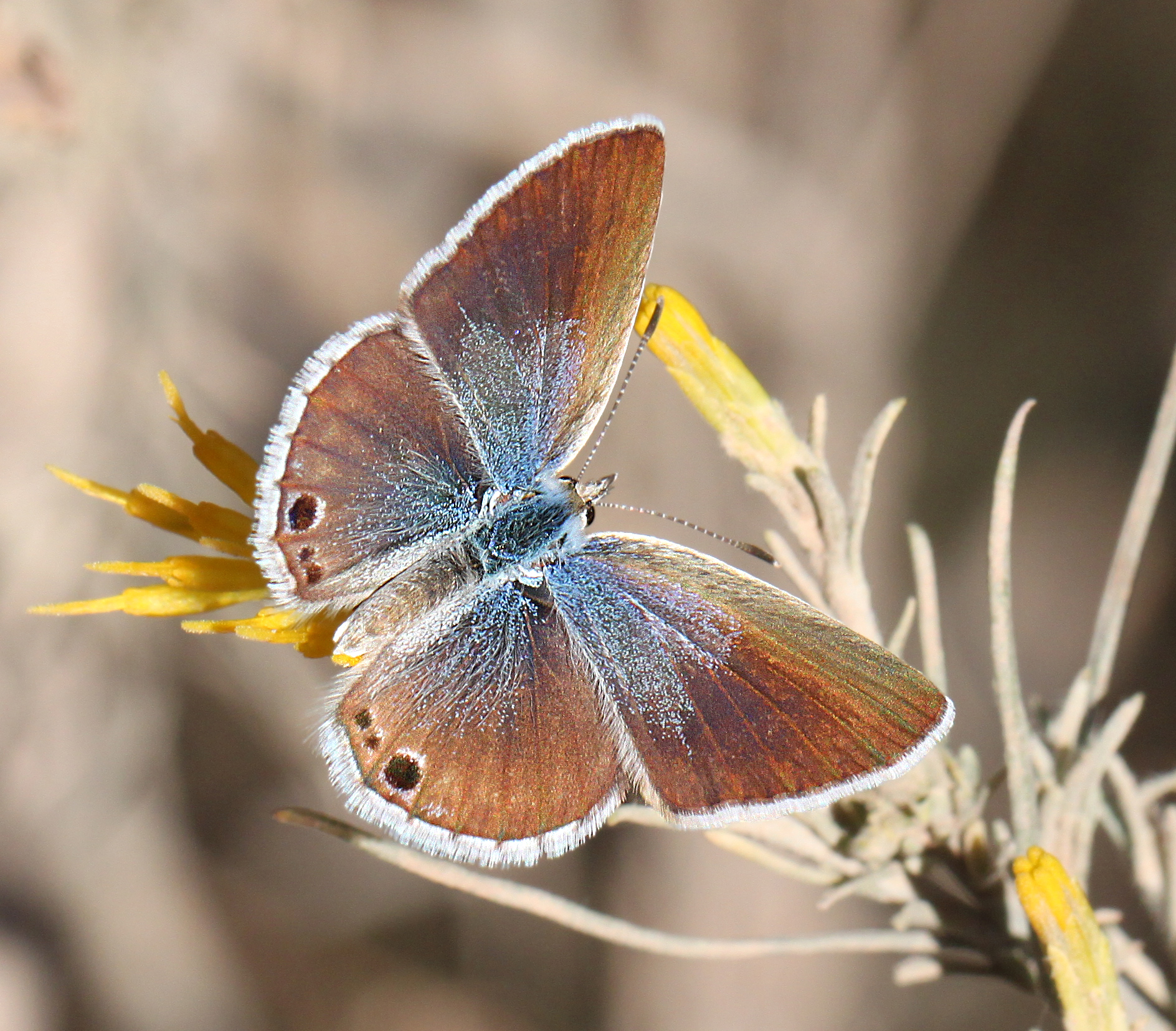
Dessus d'une femelle.
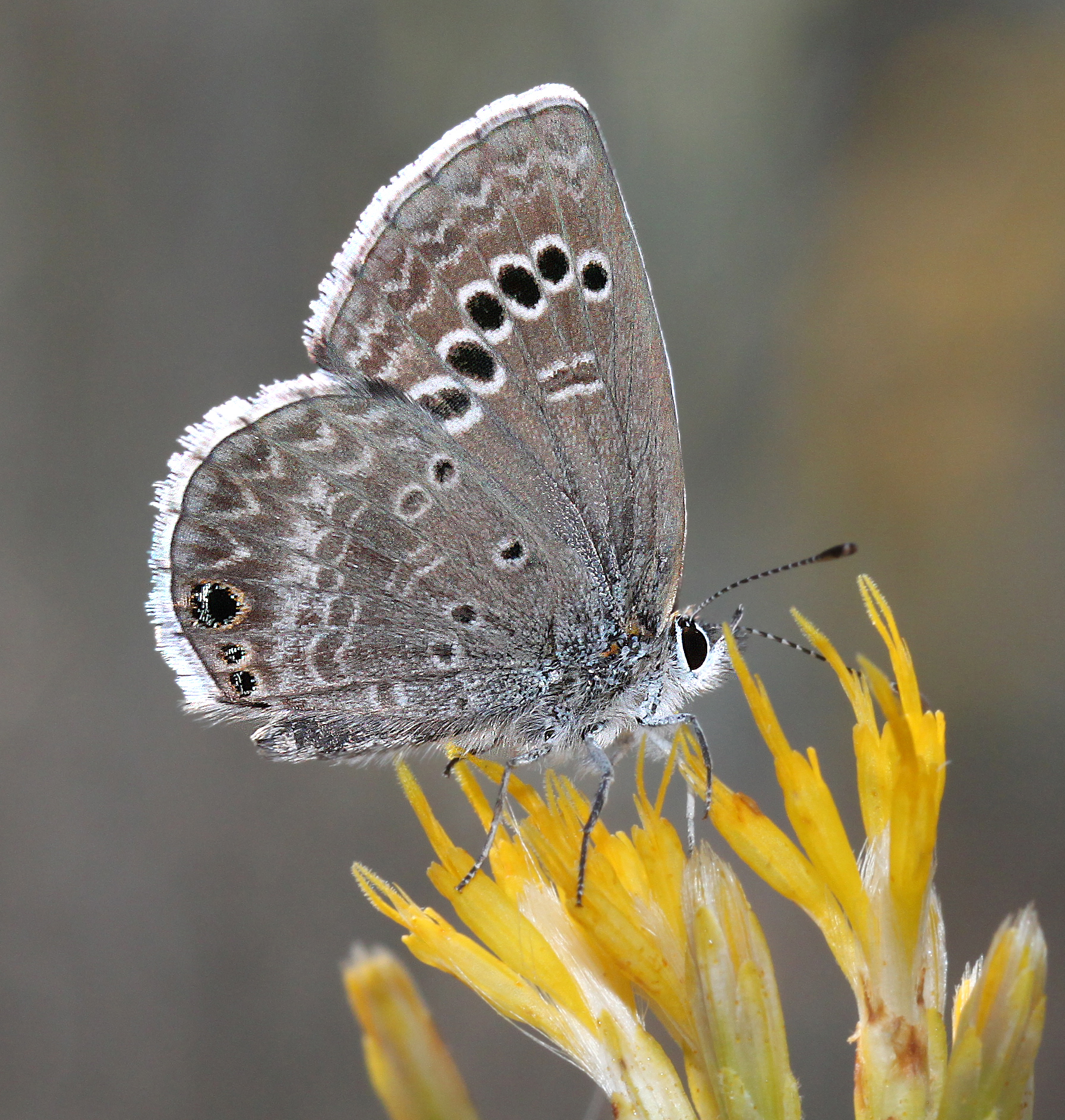
Revers.